# Mariä Heimsuchung (Dorschhausen)

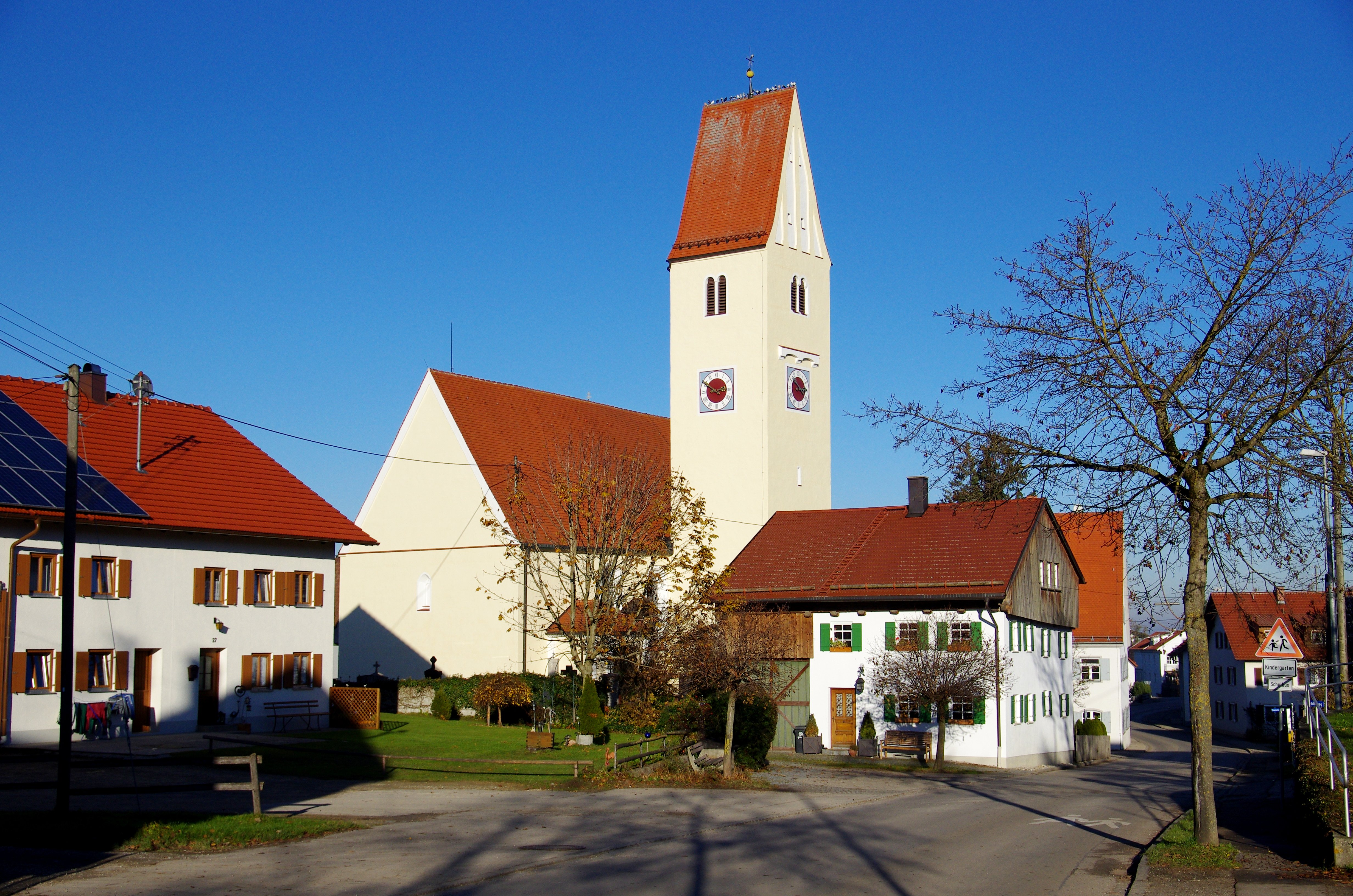
Mariä Heimsuchung in Dorschhausen

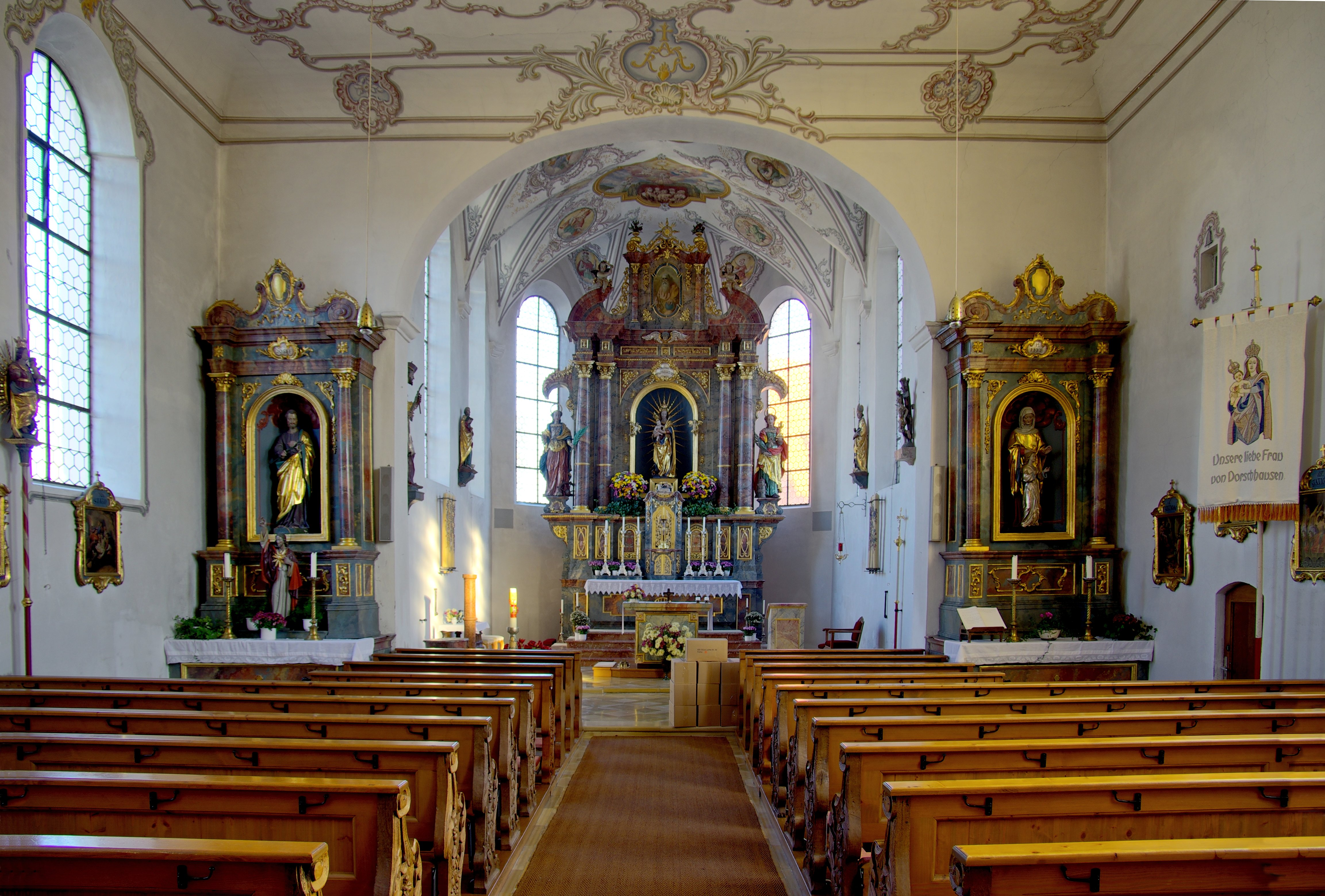
Innenraum

Die römisch-katholische Pfarrkirche und Wallfahrtskirche Mariä Heimsuchung steht in Dorschhausen, einem Stadtteil von Bad Wörishofen im schwäbischen Landkreis Unterallgäu in Bayern. Das Bauwerk ist in der Liste der Baudenkmäler in Bad Wörishofen als Baudenkmal unter der Nr. D-7-78-116-22 eingetragen. Die Pfarrei gehört zum Dekanat Mindelheim des Bistums Augsburg.

## Beschreibung
Das Langhaus der Saalkirche wurde vom Vorgängerbau übernommen. Der eingezogene, dreiseitig geschlossene, von Strebepfeilern gestützte Chor wurde 1483 nach Osten angefügt. Zeitgleich wurde der Kirchturm an der Südostecke des Langhauses errichtet, der quer mit einem Satteldach bedeckt ist. Sein oberstes Geschoss beherbergt hinter den als Biforien gestalteten Klangarkaden den Glockenstuhl. Im Geschoss darunter ist die Turmuhr eingebaut. Die Sakristei wurde erst im 18. Jahrhundert an der Südwand des Chors angebaut. 
Der Innenraum des Langhauses ist mit einer Flachdecke überspannt, der des Chors mit einem Stichkappengewölbe. Der Hochaltar wurde in der zweiten Hälfte des 17. Jahrhunderts gebaut. Auf seinem Altarretabel wurde ein Gnadenbild gemalt. Die ihn flankierenden Statuen der Katharina von Alexandrien und der Barbara von Nikomedien werden Franz Joseph Feuchtmayer zugeschrieben. Die Statuen des Ulrich von Augsburg und des Simon Petrus werden Ivo Strigel zugerechnet.
Die Orgel mit 15 Registern auf zwei Manualen und einem Pedal wurde von der Orgelbau Sandtner errichtet.